# Базікало
Базі́кало — магічне видання, яке не було надто популярним серед чарівників. Головним редактором Базікала був Ксенофілій Лавгуд, батько учениці Гогвортсу Луни Лавгуд.
Базікало було своєрідною протилежністю Щоденного віщуна. Інформація у цьому журналі часто була неправдивою, а деколи просто смішною. Так, наприклад одного разу Гаррі помітив статтю про Сіріуса Блека. Там було сказано, що Сіріус насправді зірка музики та під час вбивства Пітера Петігру він був на побаченні з одною чаклункою.
Подруга Гаррі Поттера Герміона дуже скептично ставилась до журналу Базікало. Допомагала розповсюджувати це видання у Гогвортсі Луна Лавгуд.